# Iwtschenko AI-14

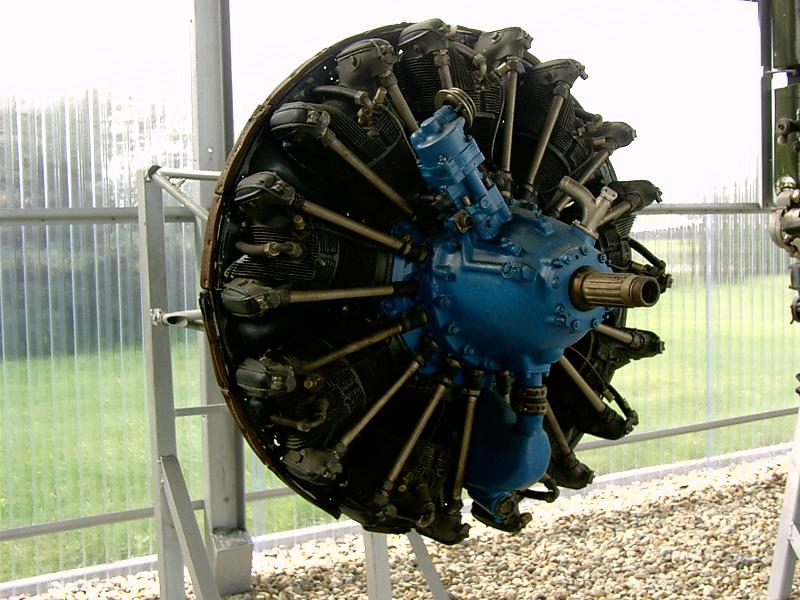
Vorderansicht eines AI-14R

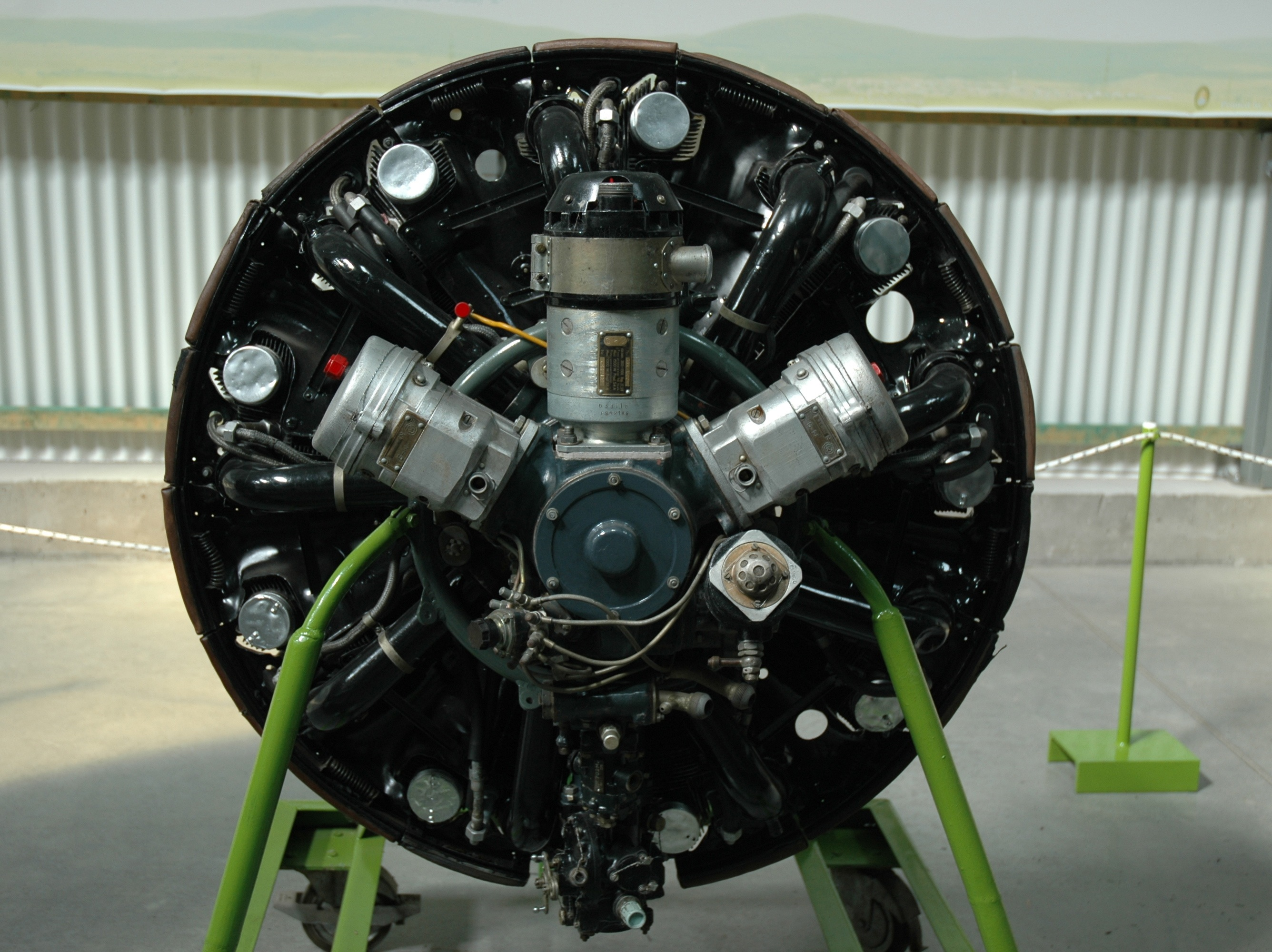
Rückansicht eines AI-14R

Der Iwtschenko AI-14 (russisch Ивченко АИ-14) ist ein sowjetischer Flugmotor. Das Kürzel AI nimmt auf den damaligen Leiter des gleichnamigen Konstruktionsbüros Alexander Iwtschenko Bezug, der für die Entwicklung des Triebwerks verantwortlich zeichnete. Nachfolger ist der Wedenejew M-14.

## Entwicklung und Aufbau
Der 1950 zum Einsatz gekommene AI-14 ist ein luftgekühlter Viertakt-Neunzylinder-Sternmotor mit Vergaser und Lader. Er erschien in mehreren Ausführungen für den Einsatz sowohl in Flugzeugen als auch in Hubschraubern. In Polen und der ČSSR – dort als M-462 – erfolgte eine Lizenzfertigung.
Als Propellerantrieb mit den Bezeichnungen IR-14R und RF mit normalerweise zweiflügeliger Luftschraube dient ein Planetengetriebe mit Stirnrädern zur Untersetzung (0,309) und veränderlicher Steigung bis hin zur Segelstellung. Der dafür erforderliche Drehzahlregler ist an der Frontseite angebracht; an der Rückseite befinden sich zwei Zündmagnete, die Benzinpumpe, der Lader, der Generator, die Zahnrad-Ölpumpe, der für das Anlassen erforderliche Druckluftverteiler und der Drehzahlgeber. Jeder Zylinder verfügt über zwei Zündkerzen. Für den Einsatz in Agrarflugzeugen ist zusätzlich an der Rückseite eine Kupplung installiert, mit der etwa die Schleuderradanlage zur Ausbringung pulverförmiger Düngemittel in Betrieb genommen werden kann. Die Zwischenüberholzeit des AI-14RF wurde Ende 1969 mit 800 Stunden angegeben.
Im Hubschraubereinsatz als AI-14W oder WF übernimmt ein Axialgebläse die Zwangskühlung bei den für Drehflügler typischen niedrigen Geschwindigkeiten, Luftleitbleche sorgen für eine gleichmäßige Umströmung der Zylinder. Das in dieser Version verwendete Getriebe mit einer Untersetzung von 0,309 dient gleichzeitig zur Veränderung der Antriebsrichtung im Winkel von 90° von der Kurbel- zur Rotorwelle. Der mechanisch angetriebene Lader wird bei Erreichen der Startleistung selbstständig zugeschaltet.

## Einsatz

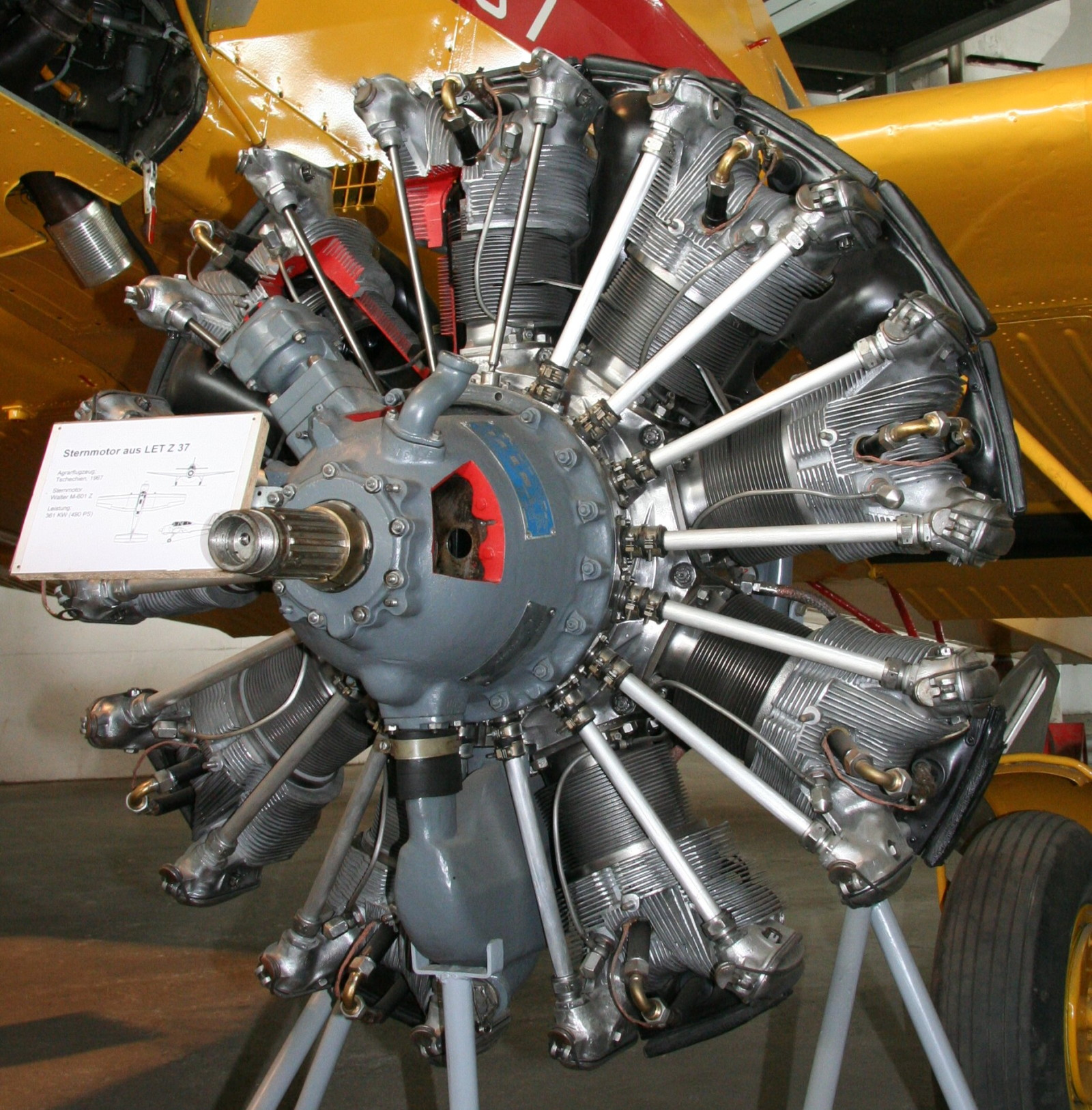
Lizenzausführung M-462RF

Das Triebwerk kam und kommt auch in der heutigen Zeit bei verschiedenen Starrflüglertypen zum Einsatz. Dies waren bzw. sind im Wesentlichen die An-14, die Jak-12 sowie die Versionen A, P, PM und T der Jak-18. Die polnische bzw. tschechoslowakische Lizenzausführung fand und findet in der PZL-101 Gawron, der PZL-104 Wilga, der L-60 Brigadýr und der Z-37 Čmelák Verwendung. Die Hubschraubervariante wurde in den Kamow-Typen Ka-15 und Ka-18 genutzt.

## Technische Daten
| Kenngröße           | Iwtschenko AI-14RF                                                      | Iwtschenko AI-14WF                                                     |
| ------------------- | ----------------------------------------------------------------------- | ---------------------------------------------------------------------- |
| Bohrung             | 105 mm                                                                  | 105 mm                                                                 |
| Hub                 | 130 mm                                                                  | 130 mm                                                                 |
| Durchmesser         | 1260 mm                                                                 | 1260 mm                                                                |
| Hubraum             | 10,16 l                                                                 | 10,16 l                                                                |
| Durchmesser         | 985 mm                                                                  | 985 mm                                                                 |
| Länge               | 1107 mm (mit Schaltkupplung bei Agrarversion)                           | 1072 mm (mit Gebläse)                                                  |
| Trockenmasse        | 225 kg (mit Schaltkupplung bei Agrarversion)                            | 238 kg                                                                 |
| Startleistung       | 300 PS (221 kW) bei 2400/min                                            | 280 PS (206 kW) bei 2450/min                                           |
| Höchstleistung      | 285 PS (210 kW) bei 2300/min                                            | k. A.                                                                  |
| Dauerleistung       | 250 PS (184 kW) bei 2050/min                                            | 235 PS (173 kW) bei 2130/min                                           |
| Reiseleistung       | 150 PS (110 kW) bei 1730/min (60 %) 183 PS (135 kW) bei 1860/min (75 %) | 120 PS (88 kW) bei 2000/min (60 %) 160 PS (118 kW) bei 2000/min (75 %) |
| Kraftstoffverbrauch | 205–290 g/PSh                                                           | 210–280 g/PSh                                                          |
| Oktanzahl           | 98                                                                      | 78                                                                     |